# 6-та танкова армія (СРСР)
Шо́ста та́нкова а́рмія (6 ТА) — танкова армія у складі Збройних сил СРСР з 25 січня по 12 вересня 1945.

## Історія
6 танкова армія була сформована на підставі директиви Ставки ВГК № 302001 від 20 січня 1944 у складі 1-го Українського фронту перед початком Корсунь-Шевченківської операції і мала у своєму складі 5-й гвардійський Сталінградсько-Київський танковий корпус та 5-й механізований корпус.
22 лютого 1944 6-та танкова армія була передана до складу 2-го Українського фронту і у березні-квітні 1944 брала участь в Умансько-Ботошанській та Першій Яссько-Кишинівській операціях.
Важливу роль армія зіграла в Яссько-Кишинівській стратегічній операції і бойових діях у центральній частині Румунії. Введені в прорив в смузі 27-ї армії в перший день операції (20 серпня) з'єднання і частини армії успішно розвивали наступ у напрямку на Бухарест. В ході його вони опанували міста Васлуй (22 серпня), Бирлад (24 серпня), Фокшани і Римніку-Серат (27 серпня), Бузеу (28 серпня), Плоєшті (30 серпня).
Наступного дня її 5-й механізований корпус у взаємодії з 18-м танковим корпусом і іншими з'єднаннями 53-ї армії вступив в столицю Румунії Бухарест. На початку вересня 6-та танкова армія була повернена на захід і, здолавши Трансильванські Альпи, розвивала наступ на р. Клуж.
12 вересня 1944 армія наказом Верховного Головнокомандувача № 0307 за зразкове виконання бойових завдань, героїзм, відвагу і мужність, виявлені особовим складом в боях з німецькими загарбниками була перетворена на 6 гвардійську танкову армію.

## Командування
- Командувачі:
  - генерал-лейтенант танкових військ Кравченко А. Г.